# Лукін Євген Юрійович
Євген Юрійович Лукін (рос. Евгений Юрьевич Лукин, 5 березня 1950, Чкалов) — радянський та російський письменник-фантаст, поет, бард, філолог. Літературну творчість розпочав у співавторстстві із першою дружиною Любов'ю Лукіною, проте на початку 90-х років XX століття після відходу дружини від написання фантастичних творів та її смерті в 1996 році Євген Лукін займається літературною творчістю самостійно. Євген Лукін є прихильником сепаратистських утворень на теренах колишнього СРСР, брав участь у бойових діях на території Придністров'я на боці сепаратистів. На запрошення керівництва ДНР відвідував це сепаратистське утворення, де виступав із концертами, на яких виконував власноруч написані пісні.

## Біографія
Євген Лукін народився в місті Чкалов (нині Оренбург) у сім'ї театральних акторів, його батько був головним режисером Ашхабадського драматичного театру та заслуженим артистом Туркменської РСР. У дитинстві Євгена сім'я часто переїзджала, зокрема жила деякий час у Тулі, Пскові, Вологді, Севастополі, пізніше сім'я оселилась у Волгограді, де Євген Лукін закінчив педагогічний інститут. Під час навчання в інституті він познайомився зі своєю першою дружиною Любов'ю, з якою він одружився у 1972 році. Після закінчення інституту Євген Лукін проходив строкову службу в Радянській Армії. Після служби в армії Лукін повертається до Волгограда, разом із дружиною працює спочатку вчителем у школах Волгоградської області, пізніше працював на різних посадах у Волгограді. У цей час, кінці 70-х—початку 80-х років XX століття Євген Лукін разом із дружиною розпочинають писати фантастичні твори, які кілька років ще не дають до друку, а також розпочинають займатися авторською піснею. У 1981 році у Волгограді друється перша спільна повість Євгена і Любові Лукіних «Канікули і фотограф», після чого подружжя більше десяти років разом займаються написанням фантастичних творів.
У 1992 році Євген Лукін бере участь у бойових діях на території Придністров'я на боці сепаратистів, на їх честь видає збірку пісень «Придністровські пісеньки» (інша назва «Я твій племінник, Батьківщина»). Пізніше уряд самопроголошеної Придністровської Молдавської Республіки оголошує Лукіна першим лауреатом державної літературної премії ПМР.
Після закінчення бойових дій у Придністров'ї Євген Лукін повертається до Волгограда. У цей час його дружина відходить від написання фантастичних творів, і Євген Лукін робить спроби завершити їх спільні твори, а також робить спроби писати самостійно. У цей час він займається також перекладами з англійської мови, пише авторські пісні. У 1996 році Любов Люкіна раптово помирає. Переживши втрату дружини, Євген Лукін розпочинає писати самостійно. Одночасно він займається літературним перекладом, а також друкує на сторінках місцевої преси публіцистичні статті.
Після початку війни на сході України Євген Лукін у своїх статтях та інтерв'ю критикував як центральну українську владу. так і місцеву владу Донбасу, на його думку за виключно внутрішній та непотрібний привід для конфлікту. Пізніше в інтерв'ю письменник заявив, що він передбачив події на Донбасі ще за чотирнадцять років до їх початку. У 2016 році Євген Лукін на запрошення так званого «міністерства інформації» ДНР відвідував це сепаратистське утворення, де виступав із концертами, на яких виконував власноруч написані пісні.

## Літературна творчість
Писати фантастичні твори Євген Лукін розпочав ще під час навчання у школі, коли в ашхабадській місцевій пресі опублікував свою пародійну фантастичну повість «Оранжева Вега», а також свої поетичні твори. Пізніше Євген Лукін після одруження вдруге зайнявся літературною творчістю вже у співавторстві з дружиною Любов'ю. спочатку подружжя писало твори без публікації у періодичній пресі або книгах, виключно розповсюджуючи свої твори серед знайомих у рукописному варіанті. Тривалий час спроби надрукувати свої твори подружжя не могло, оскільки їх тематика здавалась тогочасним редакторам періодичних видань критикою на тогочасну радянську дійсність. Проте в 1981 році редактор газети «Вечерний Волгоград», випадково прочитавши повість подружжя «Канікули і фотограф», вирішує опублікувати повість у своїй газеті. Після цього твори подружжя розпочинають друкувати періодичні видання та видавництва не лише Волгограда, а й інших міст, а також і за кордоном. Твочість Лукіних не вписувалась у рамки традиційної радянської фантастики та соціалістичного реалізму. Це призвело до жорсткої критики їх з боку консервативних радянських фантастів (Олександра Казанцева, Юрія Тупицина), щоправда, ця критика допомогла Лукіним збільшити тиражі своїх книг. Уже в їх перших творах помітна перевага не наукової фантастики, а сатиричної фантастики, часто іронічної, переважно фантастика у їх творах є лише прийомом для опису викривлень дійсності. Після смерті Любові Лукіної Євген Лукін кілька років не друкувався, пізніше він видав дороблений їх спільний твір «Там, за Ахероном», написаному в жанрі міфологічного фентезі, а пізніше розпочав друкуватися самостійно. На думку Лукіна, в Росії неможливо писати фантастику, оскільки росіяни й так живуть у фантастичній країні, тому в Росії фантаст не може бути просто фантастом, оскільки творить на фоні фантастики. Також на його думку, в Росії не потрібно вигадувати сюжети до фантастичних творів, треба лише оглнутися навколо. Із самостійних творів Лукіна виділяються так званий «Баклужинський цикл», у якому основою сюжету показаний розпад Росії не лише по межах її областей, а й на окремі райони, які не лише стали окремими державами із відмінним один від одного соціальним устроєм, а й різними фізичними законами. Із цього циклу найвідомішими творами є «Червона аура протопарторга» та «Секондхендж». Іншою відомою трилогією Євгена Лукіна, яку він розпочав писати разом із дружиною Любов'ю, є «Сліпі поводирі», до якої входять романи «Сліпі поводирі», «Місіонери» та «Розбійницький злий місяць», яка написана в жанрі альтернативної історії, та описує захоплення Європи полінезійцями унаслідок прогресорства у минулому вихідців із кінця XX століття. Окрім написання літературних творів, Євген Лукін також займається літературним перекладом із англійської мови, у тому числі науково-фантастичних творів.

## Особисте життя
Євген Лукін у 1972 році одружився зі своєю однокурсницею Любов'ю (до шлюбу Бєлоножкіна), з якою писав у співавторстві до 1993 року. У подружжя у 1974 році народився син Юрій. У 1996 році Любов Лукіна помирає. Пізніше Євген Лукін одружується вдруге з Надією Лукіною.

## Нагороди та премії
Євген Лукін нагороджений чисельними літературними преміями. Він тричі був лауреатом премії конвенту «Зоряний міст», двічі премії «Портал», двічі премії «Астрея». У 2002 році він став лауреатом премії «Аеліта». У 2005 році письменник став лауреатом премії імені братів Стругацьких. У 2004 та 2009 роках Євген Лукін став лауреатом премії імені Єфремова. Двічі Євген Лукін (перший разразом із дружиною) був лауреатом Єврокону. Євген Лукін також був лауреатом премії «Мандрівник», «Велике Кільце», «Фанкон», «Філігрань», «Сигма-Ф», «Інтерпрескон», «РосКон» та «Бронзовий равлик». Також Євген Лукін нагороджений медаллю ордена «За заслуги перед Вітчизною».

## Переклади
Твори Євгена Лукіна перекладені англійською, болгарською, німецькою, польською, французькою, чеською та іншими мовами.

### Романи
- 1997 — Разбойничья злая луна
- 1998 — Зона справедливости
- 1998 — Катали мы ваше солнце
- 2000 — Алая аура протопарторга

### Повісті
- 1967 — Оранжевая Вега
- 1981 — Вторжение
- 1983 — Тупапау, или Сказка о злой жене
- 1987 — Когда отступают ангелы
- 1989 — Миссионеры
- 1990 — Пятеро в лодке, не считая Седьмых
- 1991 — Разрешите доложить!
- 1992 — Сталь разящая
- 1995 — Амеба
- 1995 — Там, за Ахероном
- 1997 — Гений кувалды
- 2000 — Слепые поводыри
- 2001 — Труженики Зазеркалья
- 2003 — Чушь собачья
- 2007 — Бытиё наше дырчатое
- 2008 — Лечиться будем
- 2008 — С нами бот
- 2010 — Ё [низкопробный детектив]
- 2010 — Секондхендж
- 2011 — Андроиды срама не имут
- 2011 — Приблудные
- 2012 — Педагогическая поэма второго порядка
- 2012 — Тело, которому служишь
- 2013 — Аренда
- 2015 — Понерополь
- 2015 — Прошка с большой буквы

### Цикли творів
- Лыцк, Баклужино, Суслов (1990—2015)
- Записки национал-лингвиста (1997—2007)
- Слепые поводыри (1989—2000)
- Пещерные хроники (1993—2003)
- Истец всему (2001—2008)
- Опер Мыльный (2002—2008)
- Петлистые времена (1993)
- Изобретения Ефрема Голокоста (2014—2018)
- Тележурналист Мстиша Оборышев (2006)

### Збірки
- 1990 — Когда отступают ангелы
- 1993 — Шерше ля бабушку
- 1995 — Там, за Ахероном
- 1996 — Петлистые времена
- 1997 — Сокрушитель
- 1999 — Дым Отечества (поезія)
- 2000 — Алая аура протопарторга
- 2000 — Дым Отечества (пісні)
- 2000 — Не будите генетическую память!
- 2001 — Ой да..
- 2001 — Щелк!
- 2002 — Типа того что как бы
- 2002 — Труженики Зазеркалья
- 2002 — Фарфоровая речь
- 2004 — Чертова сова. Стихи разных миллениумов
- 2004 — Портрет кудесника в юности
- 2005 — Благие намерения
- 2005 — После нас — хоть потом
- 2005 — Штрихи к портрету кудесника
- 2007 — Сталь разящая
- 2007 — Юность кудесника
- 2008 — Бытиё наше дырчатое
- 2008 — Из книги перемен
- 2009 — С нами бот
- 2010 — Пока не кончилось время
- 2011 — Ё
- 2012 — Бал был бел
- 2012 — Требуется пришелец
- 2014 — Может, было, может, не было
- 2014 — Тело, которому ты служишь
- 2016 — Грехи наши тяжкие
- 2016 — Погляжу я на жизнь с горькой усмешкой